# D-beat
D-beat je podstyl hardcore punku, jemu velmi podobný styl je crust. D-beat začala hrát britská kapela Discharge, jež vznikla v roce 1977. Termín D-beat odkazující právě na kapelu Discharge se ale začal používat až 90. letech 20. století.
Tento styl se vyznačuje rychlým tempem bicích, střídajícím kytarovými riffy a ostrými až sprostými texty a řevem zpěváka. Za ikonu d-beatu je považován zesnulý zpěvák japonských Disclose Kawakami.